# Primorți, Dobrici
Primorți (în bulgară Приморци, în română Caracurt) este un sat în comuna Dobricika, regiunea Dobrici, Dobrogea de Sud, Bulgaria. 
Între anii 1913-1940 a făcut parte din plasa Casim a județului Caliacra, România. Majoritatea locuitorilor erau găgăuzi.

## Demografie
Componența etnică a satului Primorți
     Turci (14,1%)
     Bulgari (82,05%)
     Nicio identificare (0%)
     Altele (3,84%)
La recensământul din 2011, populația satului Primorți era de 78 locuitori. Din punct de vedere etnic, majoritatea locuitorilor (82,05%) erau bulgari, cu o minoritate de turci (14,1%). Pentru 0% din locuitori nu este cunoscută apartenența etnică.